# Murchisonia volubilis
Murchisonia volubilis är en sparrisväxtart som beskrevs av Norman Henry Brittan. Murchisonia volubilis ingår i släktet Murchisonia och familjen sparrisväxter. Inga underarter finns listade i Catalogue of Life.